# Eurydice (S644)
Pour les articles homonymes, voir Eurydice (homonymie).
 (janvier 2018).
L’Eurydice est un sous-marin français de type classe Daphné (800 tonnes, dit « à hautes performances »). Il a coulé au large de Saint-Tropez le 4 mars 1970.

## L'Eurydice
L’Eurydice (indicatif visuel S644), son numéro de projet est Q245. Il fait partie de la classe de sous-marins français Daphné, une classe de onze sous-marins construits pendant les années 1950 et années 1960 pour la Marine nationale. Mis sur cale en juillet 1958 à Cherbourg, il est baptisé le 19 juin 1960 et mis à flot le 19 juin 1962. Entré en service actif le 26 septembre 1964, il est affecté à la 1re escadrille des sous-marins.
Le 8 février 1968, le général de Gaulle embarque à bord de l'Eurydice pour une plongée en mer en hommage aux sous-mariniers disparus avec la Minerve (S647), sous-marin de la même classe, quelques jours plus tôt.
Le 4 mars 1970, l’Eurydice sombre corps et biens au large du cap Camarat en faisant 57 disparus. Le naufrage est dû à l'implosion du bâtiment vers 600 mètres de profondeur. Comme pour la Minerve en 1968, le sismographe de Nice a enregistré l'implosion qui a été ressentie jusqu'à Toulon à environ 60 km de distance.
L'épave de l’Eurydice est repérée (latitude : 43.16 N, longitude : 6.80 E) et photographiée le 22 avril 1970 par 750 mètres de fond grâce au Mizar (en), un engin spécialisé de la marine américaine.
La cause exacte du naufrage n'est pas clairement établie. Deux hypothèses ont été émises :
- la plus probable est un abordage à très faible profondeur avec un cargo tunisien, le Tabarka, sur la coque duquel des traces de rayures furent repérées ;
- comme pour la Minerve (S647), dont le naufrage pourrait être dû à une défaillance du gouvernail de plongée, on envisage la même cause pour expliquer le naufrage de l'Eurydice.

## Caractéristiques chiffrées
- Déplacement : 869 t en surface, 1 043 t en plongée
- Dimensions : 57,75 × 6,74 × 5,25 m
- Vitesse : 16 nœuds en plongée
- Équipage : 6 officiers, 44 hommes d'équipage
- Armement : 12 tubes lance-torpilles
- Propulsion : 2 groupes électrogènes, 2 moteurs électriques de propulsion, 2 hélices
- Immersion : 300 m
- Autonomie : 30 jours

## Équipage

### Officiers
- Commandant : lieutenant de vaisseau Bernard de Truchis de Lays
- Commandants en second : lieutenant de vaisseau Jacques Petit, lieutenant de vaisseau Alain Lagadec
- Enseignes de vaisseau : Alain Briand, Marc Robert, Bernard Georges des Aulnois
- Lieutenant mécanicien : Khatak, officier pakistanais

### Officiers-mariniers
- Premiers maîtres mécaniciens : Le Paih Gerard, Cedrini Georges
- Maître électricien : Yves Daniel
- Maître détecteur ASM : René Ruel
- Maître missilier : Serge Piegay
- Maître détecteur : Alain Guiguen
- Maîtres mécaniciens : Gérard Lannuzel, Bernard Denommey, Denis Pluchon, Marceau Viennot
- Seconds maîtres électriciens : Jean-Claude Popieul, Noël Devainon
- Seconds maîtres détecteur ASM : Alain Duchanois, Michel Rozanès
- Second maître radio : Gilles Merle
- Second maître missilier : Yves Labreuille
- Seconds maîtres : Yves Castaing, Noël Joson, Jean-Claude Julien

### Équipage
- Quartiers-maîtres électriciens : Yvon Guis, Robert Bauer, Alain Capua, Daniel Szalkowski, Jean-Claude Tolza, Didier Franzina, Roger Biondo
- Quartier-maître détecteur : Francois Furgaux
- Quartiers-maîtres missiliers : Jean-Pierre Godefroy, Philippe Béranger, Victor Demisson, Jean-Claude Marchal, Rigaud Bourcheix
- Quartiers-maîtres radio : Jean-Louis Lemarquer, Jean-Marc Philip
- Quartier-maître détecteur : Patrick Simiand
- Quartier-maître infirmier : François Borca
- Quartier-maître commis : Roland Dufour
- Quartiers-maîtres mécaniciens : René Sala, Daniel Couturier, Dominique Plouvin, Jean-Louis Pidal, Pierre Romane, Michel Gorin, Jean-Luc Gautreau, Alain Moulinas, Gilles Robert
- Quartier-maître cuisinier : Robert Lebacle
- Quartiers-maîtres : Alain Malinowski, Guanel Marcel
- Quartier-maître DASM : Gérard Jeunesse

## Dans la culture populaire
L'Eurydice apparaît dans le film L'Armée des ombres (1969) de Jean-Pierre Melville. Elle figure un sous-marin britannique venu faire évader de France des aviateurs anglais et canadiens et des résistants français, mais lorsqu'elle fait surface, son numéro de coque S644 est bien visible sur le kiosque,.

## Sources et bibliographie
- Georges Kévorkian, Accidents des sous-marins français 1945-1983, Marines-éditions, 2006
- Michel Vergé-Franceschi (dir.), Dictionnaire d'Histoire maritime, éditions Robert Laffont, coll. « Bouquins », 2002, 1508 p. (ISBN 2-221-08751-8 et 2-221-09744-0)
- Rémi Monaque, Une histoire de la marine de guerre française, Paris, éditions Perrin, 2016, 526 p. (ISBN 978-2-262-03715-4)
- Alain Boulaire, La Marine française : De la Royale de Richelieu aux missions d'aujourd'hui, Quimper, éditions Palantines, 2011, 383 p. (ISBN 978-2-35678-056-0)
- Claude Huan et Jean Moulin, Les sous-marins français 1945-2000, Rennes, Marines éditions, 16 février 2010, 119 p. (ISBN 2-35743-041-9, EAN 978-2-35743-041-9), p. 65.